# Charles Christian Lauritsen
Pour les articles homonymes, voir Lauritsen.
Charles Christian Lauritsen (4 avril 1892 à Holstebro, Danemark - 13 avril 1968 aux États-Unis) est un physicien américain d'origine danoise. Pendant les années 1930, il se distingue en laboratoire. À partir des années 1940, il travaille régulièrement à des programmes de recherche militaires américains. 

## Biographie
Charles Christian Lauritsen est né en 1892 à Holstebro au Danemark. Il étudie à l'Odense Tekniske Skole. En 1911, il s'enrôle dans l'armée danoise. Pendant la Première Guerre mondiale, bien que le Danemark soit officiellement neutre, Lauritsen émigre aux États-Unis. Avec sa femme Sigrid (née Henriksen) et leur fils, il s'établit en Floride. Après quelques années de conception et d'ingénierie, il s'inscrit à un baccalauréat en physique en 1927 à Caltech à la suite d'une conférence du physicien Robert Andrews Millikan. Il obtient son Ph.D. en 1929 et occupe un poste au sein de la faculté de physique de Caltech en 1930. De 1930 à 1962, il est professeur de physique à la même université.
À la fin des années 1920, Millikan et Lauritsen découvrent de façon empirique qu'un électron peut franchir la barrière de potentiel qui entoure le noyau de l'atome (effet tunnel), que Robert Oppenheimer a théorisé en 1926 grâce à la naissante mécanique quantique. Pendant les années 1930, Lauritsen étudie des phénomènes nucléaires à l'aide d'accélérateurs de particules et met au point des techniques médicales.
À partir des années 1940, Lauritsen devient de plus en plus engagé dans des programmes de recherches militaires américains. Au début des années 1940, il est responsable du programme national de recherche sur les roquettes et les missiles américains. En 1943, pour le compte de l'United States Navy, il détermine en compagnie d'un collègue l'emplacement du futur Naval Air Weapons Station China Lake, un site d'essais militaires . En 1944, pendant le projet Manhattan, il étudie les détonateurs nécessaires à la mise à feu synchronisée des lentilles explosives des futures bombes atomiques américaines.
Ensuite, il participe à différents programmes militaires classés secret défense.
Il meurt le 13 avril 1968 des suites d'un cancer.
Lauritsen a publié une centaine d'articles scientifiques, toujours en collaboration.

## Distinctions et récompenses
- Élu à l'Académie royale des sciences et lettres du Danemark en 1939[11]
- Président de l'American Physical Society en 1951[11]
- Nommé membre de la National Academy of Sciences en 1951[11]
- Nommé Commander de l'ordre de Dannebrog par le roi du Danemark en 1953[11]
- Nommé Doctor of Laws honoraire par UCLA en 1965[11]